# Laura Ziskin
Laura Ellen Ziskin (* 3. März 1950 im San Fernando Valley, Kalifornien; † 12. Juni 2011 in Santa Monica, Kalifornien) war eine US-amerikanische Filmproduzentin. Besondere Bekanntheit erlangte sie als Produzentin der drei Spider-Man-Filme. Darüber hinaus war sie die erste Frau, die mit den Oscarverleihungen 2002 und 2007 alleine eine Übertragung der Oscar-Veranstaltungen produzierte.

## Leben
Ziskin wurde 1950 als Tochter von Elaine und Jay Ziskin geboren und wuchs im kalifornischen San Fernando Valley auf. Ihre Stiefmutter Mae Lee war Psychologin und ihr Vater Jay Ziskin Psychologe und Rechtsanwalt. Sie entstammte einer jüdischen Familie. Nach ihrem Studienabschluss an der University of Southern California, USC School of Cinematic Arts im Jahr 1973, begann Ziskin eine Tätigkeit für Spielshows. Später wurde sie persönliche Assistentin des Filmproduzenten Jon Peters. Dort erreichte sie bald die Position eines Development Executive und sammelte in Peters’ Filmproduktionsgesellschaft erste Erfahrungen in der Produktion von Spielfilmen. So war sie an der Produktion des Remakes A Star Is Born im Jahr 1976 beteiligt. Zwei Jahre darauf war sie als Associate Producer an der Entstehung des Films Die Augen der Laura Mars beteiligt.
Im Jahr 1984 gründete Ziskin mit ihrer Partnerin Sally Field die Produktionsfirma Fogwood Films und produzierte den Film Die zweite Wahl – Eine Romanze. Als Produzentin verpflichtete sie die damals vergleichsweise unbekannten Darsteller Kevin Costner und Sean Young sowie den Star Gene Hackman und produzierte den Hit No Way Out – Es gibt kein Zurück für die Orion Pictures Corporation. Im Jahr 1988 produzierte sie gemeinsam mit Ian Sander zwei Filme mit Dennis Quaid in der Hauptrolle: die Neuverfilmung D.O.A. – Bei Ankunft Mord und Taylor Hackfords Ein Leben voller Leidenschaft.
Einen ihrer größten Erfolge hatte sie im Jahr 1990 mit dem Liebesfilm Pretty Woman, den Ziskin für Touchstone Pictures produzierte. Im folgenden Jahr ließ der Erfolg nach und die von ihr produzierten Filme Was ist mit Bob? und Der Doktor – Ein gewöhnlicher Patient blieben hinter den Erwartungen des Studios zurück. Nach einem Wechsel zu Columbia Pictures produzierte sie 1992 Stephen Frears’ Ein ganz normaler Held, für die Ziskin gemeinsam mit ihrem Ehemann Alvin Sargent auch das Drehbuch verfasst hatte.
Im Jahr 1994 führte sie für den Kurzfilm Oh, What a Day! 1914 erstmals Regie. Im folgenden Jahr produzierte Ziskin die schwarze Komödie To Die For mit Nicole Kidman in der Hauptrolle für ihre Produktionsfirma Laura Ziskin Productions.
Nach dessen Veröffentlichung wurde Ziskin zur Präsidentin der 20th-Century-Fox-Tochter Fox 2000 ernannt. In dieser Funktion arbeitete Ziskin mit einer Vielzahl unterschiedlicher Regisseure und Drehbuchautoren zusammen. Unter den von Fox 2000 produzierten Filmen befinden sich unter anderem Edward Zwicks Golfkriegsdrama Mut zur Wahrheit, die romantische Komödie Tage wie dieser, das Drama Die Abbotts – Wenn Haß die Liebe tötet und der Katastrophenfilm Volcano. Ziskin und der CEO von FOX Filmed Entertainment Tom Rothman waren auch an der Entwicklung des Drehbuchs für Der englische Patient beteiligt, bevor der Studio-Chef der Fox Filmed Entertainment William M. Mechanic die Rechte an Anthony Minghella gab, der den Film dann mit Miramax produzierte.
Ziskin produzierte dann 1997 den Film Besser geht’s nicht. Der Film erhielt 7 Oscar-Nominierungen, darunter die für den besten Film. Er konnte zwei der Auszeichnungen gewinnen: Jack Nicholson die als Bester Hauptdarsteller und Helen Hunt die als Beste Hauptdarstellerin.
Nach fast fünf Jahren trat Ziskin im November 1999 von ihrem Posten bei Fox 2000 zurück und unterschrieb innerhalb eines Monats einen neuen Vertrag mit Columbia Pictures. Nachdem sie als erste weibliche Produzentin allein für die Produktion der Oscarverleihung verantwortlich zeichnete, widmete sie sich der Produktion der Comic-Verfilmung Spider-Man. Ziskin wurden im Vorfeld mangelnde Erfahrung mit Comic-Verfilmungen und CGI-Filmen vorgeworfen; auch ihre Entscheidung zur Verpflichtung von Tobey Maguire wurde stark kritisiert. Allen Kritikern zum Trotz erhielt der am 3. Mai 2002 veröffentlichte Film gute bis sehr gute Kritiken und war mit einem Einspielergebnis von weltweit über 820 Millionen US-Dollar auch an den Kinokassen äußerst erfolgreich. Ziskin produzierte auch die daraufhin folgenden Fortsetzungen Spider-Man 2 und Spider-Man 3, die ebenfalls sehr erfolgreich waren.
Im Jahr 2002 erhielt Ziskin den Crystal Award als Auszeichnung für ihre Leistungen als Frau in der Unterhaltungsbranche.
Im Februar 2004 wurde bei Ziskin Brustkrebs diagnostiziert. Am 28. Mai 2008 gab Ziskin gemeinsam mit Katie Couric, Sherry Lansing, der Entertainment Industry Foundation, der Noreen Fraser Foundation und Ellen Ziffren die Gründung der Krebsforschungs-Initiative Stand Up to Cancer (SU2C) bekannt.
Zuletzt arbeitete sie am für 2012 geplanten vierten Spider-Man-Film The Amazing Spider-Man. Als nach kreativen Differenzen weder Regisseur Sam Raimi noch Hauptdarsteller Maguire für einen weiteren Teil zur Verfügung standen, traf Ziskin die umstrittene Entscheidung, das Franchise mit Marc Webb als Regisseur und Andrew Garfield in der Rolle des titelgebenden Superhelden neu zu beginnen. Am Ende des Abspanns findet man eine ihr geltende Widmung.
Am 12. Juni 2011 starb Ziskin im Alter von 61 Jahren an den Folgen ihrer Krebserkrankung im kalifornischen Santa Monica.

## Persönliches
Im Alter von 27 Jahren heiratete Ziskin den Schriftsteller Julian Barry und zog mit ihm nach Connecticut, um dort seine drei Kinder aus einer früheren Ehe aufzuziehen. Das Paar hatte später noch eine eigene Tochter.
Nach der Scheidung von Barry war Ziskin seit 1991 in zweiter Ehe mit dem Drehbuchautor Alvin Sargent verheiratet, mit dem sie seit 1990 an verschiedenen Produktionen zusammenarbeitete.

## Filmografie
- 1978: Die Augen der Laura Mars (Eyes of Laura Mars)
- 1983: One Cooks, the Other Doesn't
- 1985: Die zweite Wahl – Eine Romanze (Murphy’s Romance)
- 1987: No Way Out – Es gibt kein Zurück (No Way Out)
- 1988: D.O.A. – Bei Ankunft Mord (D.O.A.)
- 1988: Sonderkommando Südkorea (The Rescue)
- 1988: Ein Leben voller Leidenschaft (Everybody’s All-American)
- 1990: Pretty Woman
- 1991: Was ist mit Bob? (What About Bob?)
- 1991: Der Doktor – Ein gewöhnlicher Patient (The Doctor)
- 1992: Ein ganz normaler Held (Hero)
- 1995: To Die For
- 1997: Besser geht’s nicht (As Good as It Gets)
- 2000: Fail Safe (Fernsehfilm)
- 2001: Abendessen mit Freunden (Dinner with Friends)
- 2001: How I Learned to Drive (Fernsehfilm)
- 2002: Oscarverleihung 2002 (Fernsehshow)
- 2002: Spider-Man
- 2003: Tarzan (3 Folgen)
- 2004: Spider-Man 2
- 2005: Stealth – Unter dem Radar (Stealth)
- 2007: Oscarverleihung 2007 (Fernsehshow)
- 2007: Spider-Man 3
- 2008: Stand Up to Cancer (TV Special)
- 2009: Stand Up to Cancer (TV-Special)
- 2010: Stand Up to Cancer (TV-Special)
- 2012: The Amazing Spider-Man
- 2013: Der Butler (The Butler)
- 2015: Cancer: The Emperor of All Maladies (TV-Miniserie)